# Cipayung (Ciputat)
Cipayung is een bestuurslaag in het regentschap Tangerang Selatan van de provincie Banten, Indonesië. Cipayung telt 23.221 inwoners (volkstelling 2010).